# 奥伯鲍姆桥

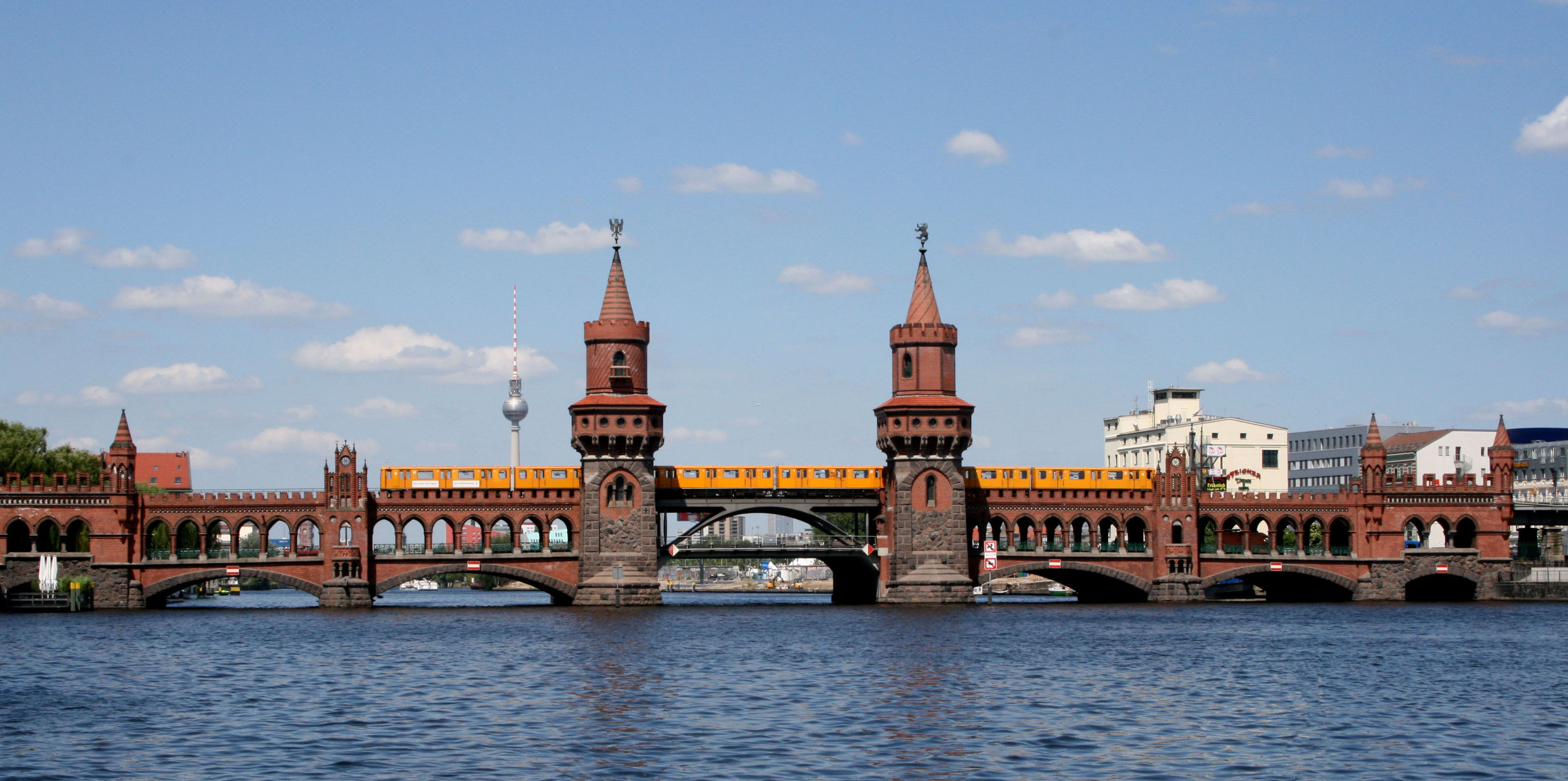
一辆地铁车辆穿过奥伯鲍姆桥

奥伯鲍姆桥（德語：Oberbaumbrücke），或譯上樹橋，是德國柏林的施普雷河上的一座双层桥梁，该市的地标之一。它连接过去被柏林墙分割的腓特烈斯海因和克罗伊茨贝格两区，已经成为柏林统一的重要标志。

## 历史
这座桥梁最初是一座木制吊桥，修建在昔日勃兰登堡收税的城市边界上（建于1732年），作为城门和城墙的一部分。奥伯鲍姆这个名称源自阻塞河道的覆盖金属钉的大树干，用作在夜间阻止走私的栅栏（Baum在德语中意为树，因此这个名称意为上树桥），在当时城市的西部边界另有一座树干的栅栏。 
到1879年，木桥已经变化很大，长154米，是柏林最长的桥梁，但是已经不能满足运输的需要。于是制定计划，修建一座新的石桥，正在计划修建柏林地铁的西门子和哈尔斯克公司，坚持修建一座综合车辆，行人，和新的铁路线的桥梁。

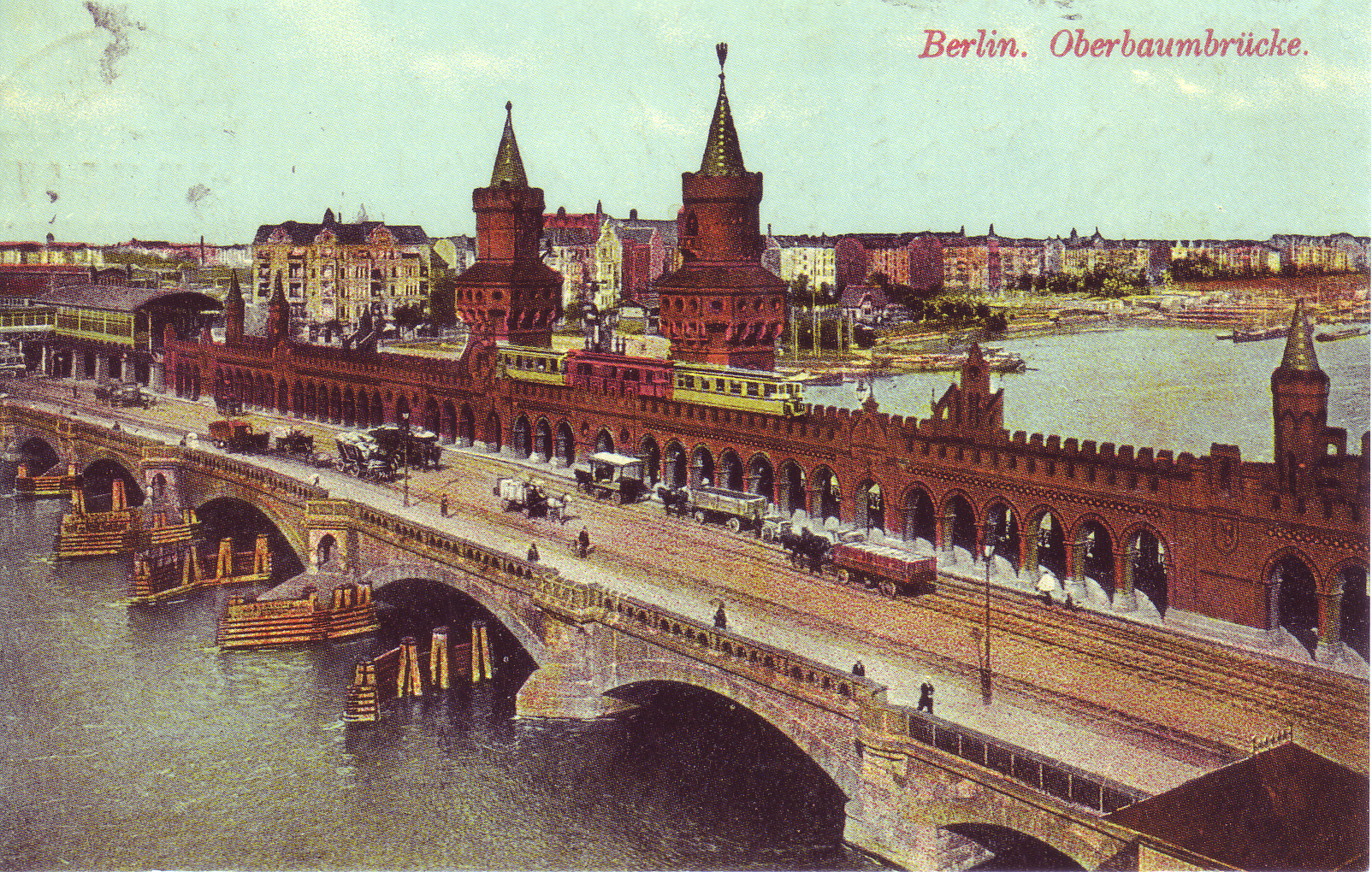
1900年的奥伯鲍姆桥

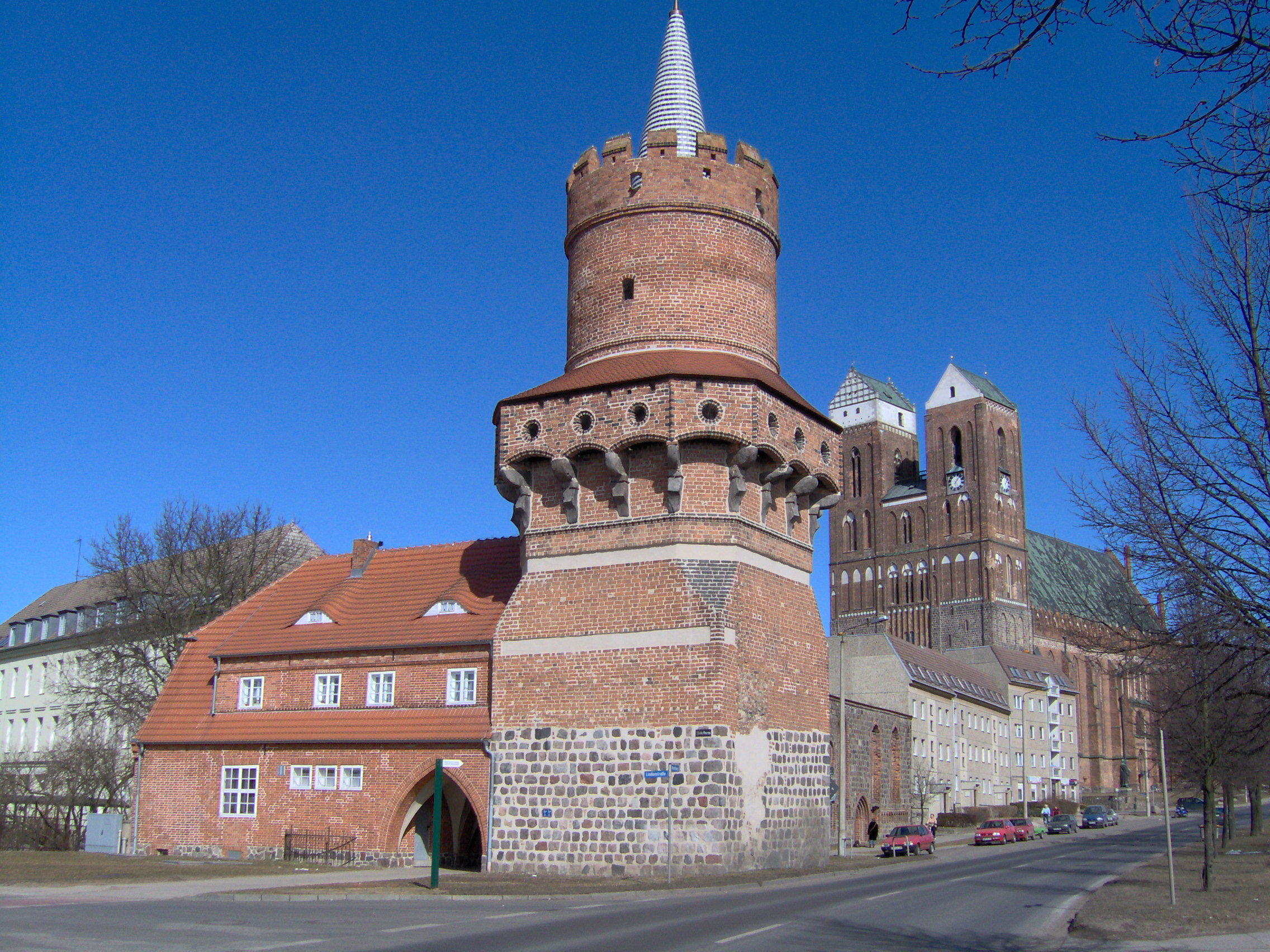
普伦茨劳中门塔

新桥修建了2年，开放于1896年柏林贸易展览会期间。建筑师和政府官员奥托·斯塔恩（Otto Stahn）将其设计成北德哥特砖砌建筑式样，运用许多装饰元素，例如尖拱、十字拱、徽章。双塔受到勃兰登堡北部城市普伦茨劳中门塔（Mitteltorturm）的启发。尽管纯粹是装饰性的，还是提醒人们此处曾是柏林的水上门户。
1902年第一条地铁通车，首班车运载19名乘客，从该桥东端的施特拉勞爾門站，前往波茨坦广场。施特拉勞爾門站在1945年空袭中受损后拆除，但是仍能看到其四根砂岩包裹的支柱。 
1920年柏林合并周围的一些市镇，奥伯鲍姆桥成为腓特烈斯海因和克罗伊茨贝格2个新区之间的通道。1945年4月，納粹德軍炸断该桥中段，试图阻止红军过桥。战争结束后，柏林被分割为4个部分，奥伯鲍姆桥介于美占区和苏占区之间。到1950年代中叶，行人、机动车和电车还能够方便地过桥。
1961年修建柏林墙后，该桥成为东柏林与西柏林边界的一部分，由于施普雷河的全部河面位于腓特烈斯海因，东德的防御工事延伸到克罗伊茨贝格一侧的河边。西柏林地铁线被迫终止于西里西亚門站。从1963年开始，奥伯鲍姆桥用作只有西柏林居民通过的步行边境。

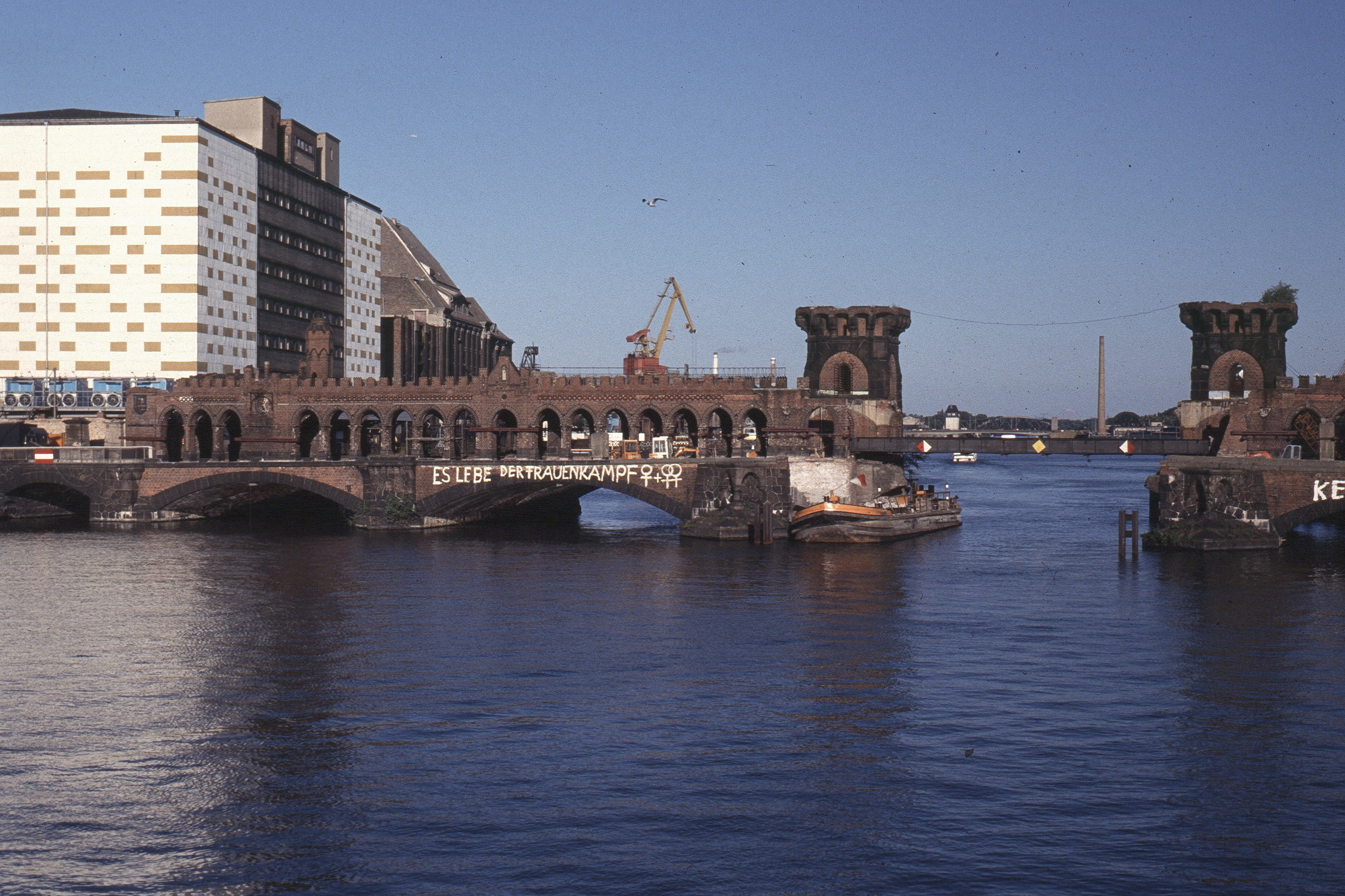
1993年大桥重建

1989年柏林墙开放，次年两德统一，该桥恢复从前的面貌，重建的中段由西班牙建筑师聖地牙哥·卡拉特拉瓦设计。在柏林墙倒塌5周年时，1994年11月9日该桥向行人和车辆开放。一年后，到华沙大街的地铁线重新开放。
自1999年起，传统左倾的两个区腓特烈斯海因和克罗伊茨贝格居民举行一年一度的水战竞赛，队伍冠以讽刺性的名称，如“无法无天-玩世不恭令人作呕的柏林-腓特烈斯海因队”和“克罗伊茨贝格家乡军（Landwehr）”，互相投掷腐烂的蔬菜，鸡蛋，面粉和水，象征性地“重新征服”“背叛者”，腓特烈斯海因被戏称为“东克罗伊茨贝格”，而克罗伊茨贝格被称为“下腓特烈斯海因”。由于参赛者较多，装备较优（包括自建水炮），腓特烈斯海因通常获胜。
2001年成立腓特烈斯海因-克罗伊茨贝格区后，奥伯鲍姆桥不再位于两区边界。